# Tartler-árvaház
A Tartler-árvaház egy brassói műemlék épület. 1806-ban épült, 1875-ben árvaházzá nevezték ki; ez adta a nevét az Árvaház utcának és ezen keresztül az Árvaház utcai kapunak. A 20. század második felében óvoda működött benne, jelenleg iskolaépületeként szolgál.

## Története
1806-ban építtették Petrus Tartler lakóházaként a Szentlélek utca (jelenleg Árvaház utca, Strada Poarta Șchei) északi során. 1875-ben Petrus leszármazottja, Johann Tartler városi tanácsos barokk stílusban felújította és itt alapította meg a városi evangélikus árvaházat. Az 1930-as években a földszinten bölcsőde, majd óvoda is volt.
1948-ban államosították, itt működött a 29-es, majd a 2-es számú hosszabbított programú óvoda. Jelenleg a Johannes Honterus Líceum „E” épülete (előkészítő osztályok).

### Katharina Siegel mondája
A brassói levéltárban végzett kutatásaira hivatkozva Diana Krauser pedagógus 2004 körül azzal az elmélettel állt elő, hogy a 15. század közepén az ezen a helyen álló házban lakott Katharina Siegel, egy különleges szépségű szász hajadon, aki Vlad Țepeș („Drakula gróf”) szeretője volt. Házasságon kívüli kapcsolatukból több gyermek született. Az erkölcsös brassói polgárok megfeddték és megbüntették Katharinát, bosszúból Vlad Țepeș felprédálta a Barcaságot.
A történet valóságtartalma vitatott: Diana Krauser elrugaszkodott következtetéseiről ismert áltörténész, elméleteit a szakértők nem fogadják el, a román fejedelem és a szász polgárlány közötti románc pedig abban az időben elképzelhetetlen volt. Ennek ellenére a mondát számos hírcsatorna készpénzként kezeli, és a brassói vendéglátók is profitálni kezdtek a turistacsalogató Drakula szerelmi történetéből.

## Leírása
Kétszintes épület, négy szárnya egy belső udvart fog közre, ahonnan két lépcső visz fel az emeletre. Reneszánsz stílusú, homlokzata késői barokk és biedermeier díszítésű, felvonultatva a 19. században népszerű díszítőelemeket: kőkeretek, stilizált drapériák és baluszterek, növényi formákkal díszített ablakszemöldökök. Mérete és homlokzata az utca meghatározó épületévé teszi.
A romániai műemlékek jegyzékében a BV-II-m-A-11500 sorszámon szerepel. A bejárat fölötti márványtáblán az árvaház neve és alapításának éve látható (Tartlerisches Waisenhaus 1875).